# باشگاه فوتبال سجستا
باشگاه فوتبال سجستا (انگلیسی: HNK Segesta) باشگاه فوتبالی است که در سیساک، کرواسی قرار دارد و در سال ۱۹۰۶ تأسیس شده‌است. این نام پس از سکونت ایلیری‌ها سجستا نامگذاری شده‌است که از آن شهر مدرن سیساک توسعه یافته‌است. سجستا قدیمی‌ترین باشگاه فوتبال کرواسی است که با همین نام و بدون وقفه تا به امروز فعالیت می‌کند.

## تاریخچه مربیان
- Srećko Bogdan
- Milivoj Bračun
- برانکو ایوانکوویچ
- Mirko Kokotović
- زلاتکو کرانچار
- Mladen Munjaković
- Vjeran Simunić
- ایوان پودار